# Pyrgiscilla taiaroa
Pyrgiscilla taiaroa är en snäckart som först beskrevs av Laws 1937.  Pyrgiscilla taiaroa ingår i släktet Pyrgiscilla och familjen Pyramidellidae. Inga underarter finns listade i Catalogue of Life.